# ماورو رودريغيز
ماورو رودريغيز (15 يناير 1932 فيغو إسبانيا - ) هو لاعب كرة قدم إسباني يلعب كمهاجم.